# Archiphysa latchfordii
Archiphysa latchfordii is een slakkensoort uit de familie van de Physidae. De wetenschappelijke naam van de soort is voor het eerst geldig gepubliceerd in 1928 door Baker.